# Wasserburg Lichtenberg (Ringelteich)
Wasserburg Lichtenberg oder auch Ringelteich ist eine abgegangene Wasserburg im Nordwesten des gleichnamigen Ortes Lichtenberg im Erzgebirge an der Gimmlitz. Die Anlage stammt vermutlich aus dem 14. Jahrhundert.

## Beschreibung
Die erste Erwähnung der Anlage stammt aus dem Jahre 1445 als Rittersitz Lichtemberg. Aufgrund ihrer Form kann angenommen werden, dass der Volksmund den Namen Ringelteich geprägt hat.
Die Wehranlage gehörte zu den Niederungsburgen. Sie besaß ein rechteckig, an den Enden abgerundetes Kernwerk in einer Ausdehnung von etwa 30 mal 20 Metern. Dieses ist durch einen umlaufenden Wassergraben von 10 Metern Breite, im Süden von 15 Metern Breite, abgegrenzt. Vor diesem wiederum verläuft ein von Südwesten über die Südseite führender Damm – möglicherweise der Außenwall der Wehranlage – nach Osten. Dieser hat eine Breite von 4 Metern und eine Höhe von 0,5 bis 1 Meter.

## Gegenwart
Bis auf die eigentlichen Bauten (Hochbauten) des Kernwerkes sind alle Teile der Anlage erhalten geblieben und stehen seit 1960 unter Bodendenkmalschutz.
Die Anlage wurde zwischenzeitlich als Badeteich genutzt und instand gehalten. In jüngster Zeit herrscht im Teich jedoch akuter Wassermangel und es droht dieser zu verlanden. Der ursprüngliche Zulauf, der Mühlgraben einer im Ort ansässigen Mühle, wurde verfüllt. Ein weiterer künstlich geschaffener Zulauf aus höher liegenden Teichen ist zudem marode. Man bemüht sich daher, einen künstlichen Zulauf zu schaffen, um den Wasserstand konstant zu halten.